# Alptegin
Alptegin (en turco: ‘príncipe heroico’, muerto en 963) fue un general mameluco originario de Balj, que se convirtió en  mercenario del gobernador samánida de Jorasán, y luego en gobernante del estado gaznaví.

## Carrera
Cuando el emir samánida Abd al-Malik I murió en 961, se produjo una crisis sucesoria entre sus hermanos, que compitieron por gobierno de Jorasán y el control del imperio. Finalmente, los ministros de la corte eligieron a Mansur I. Como Alptegin había apoyado al candidato derrotado, se retiró de Jorasán a Gazni, donde gobernó de forma independiente desde 962. 
hasta su muerte. Sin embargo, las monedas de la época revelan que respetó la autoridad nominal de las autoridades samánidas.

## Legado
Según el historiador persa Ferishta, fue sucedido por su hijo Abu Ishaq, que fue reconocido como gobernador de Gazni por el emir samánida, teniendo que defender la ciudad del ataque del anterior gobernador Abu Bark Lewik.
Tras otros breves gobiernos, accedió al poder Sebük Tegīn, yerno de Alptegin y verdadero fundador del Imperio gaznaví.